# Guiderocchi
I Guiderocchi sono stati una nobile famiglia italiana originaria di Ascoli Piceno, nelle Marche.

## Storia della famiglia
Divenuta famosa nel corso della propria storia per alcuni dolorosi episodi del Medioevo ascolano, i Guiderocchi si sono schierati da sempre nella fazione ghibellina della città di Ascoli, appartenente allo Stato Pontificio e quindi guelfa.

### Origini

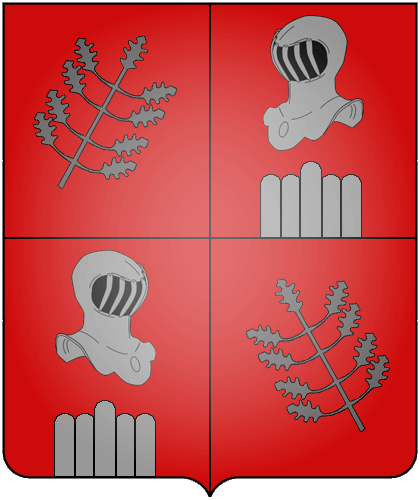
Stemma della famiglia Guiderocchi

Fra il 1054 e il 1069 sono attestate alcune donazioni di territori e castelli ai vescovi di Ascoli Piceno da parte di due fra i più antichi avi della famiglia: Trasmondo e Sciolfo Guiderocchi; tale beneficenza venne fatta testualmente "per esser gentil'huomini pii e devoti". Allo stesso modo avvenne che, anni dopo, Giovanni Guglielmo Guiderocchi donò e vendette ai rappresentanti ecclesiastici nel Piceno alcuni possedimenti presso Montecalvo e Colloto, nel circondario della città di Ascoli. Presumibilmente, si può immaginare che simili donazioni fossero la prassi comune all'epoca per entrare nelle grazie del potere temporale del Papa
Pur non essendo attestata una data certa, è noto che dal 1300 nei documenti regi della provincia di Ascoli Piceno è segnalata la presenza di una certa famiglia Guiderocchi.
Difatti, nel 1435 un altro Giovanni Guglielmo Guiderocchi viene insignito dall'allora pontefice Eugenio IV del titolo di feudatario, signore di alcuni territori nei pressi di Spinetoli.

### Esperienza mercenaria e prima tirannide
Tommaso Guiderocchi, figlio di Giovanni Guglielmo, fu padrone della Rocca di Morro, allora possedimento ascolano, e comandante di una guarnigione a difesa del castello e della stessa città. Cavaliere mercenario, dal 1450 al 1458 combatté sotto le insegne dello Stato Pontificio. Fu inoltre amico di san Giacomo della Marca.
Nel 1458 Giosia Acquaviva, nobile al servizio del Re di Napoli, conquista la vicina Colonnella, altro possedimento ascolano; alcuni abitanti del luogo che avevano strenuamente difeso il borgo, si rifugiarono presso la rocca di Tommaso. Tuttavia, l'asilo offerto agli abitanti di Colonnella provocò la marcia delle truppe guidate da Giosia Acquaviva verso la Rocca di Morro; Giosia chiede che gli vengano consegnati gli esuli di Colonnella, ma Tommaso Guiderocchi si rifiuta, subisce la distruzione della rocca e viene deportato assieme a suo figlio Astolfo, diciottenne.
Ferdinando II, allora Re di Napoli e signore di Giosia Acquaviva, viene a conoscenza della cattura di Tommaso Guiderocchi, ottenendo dal prigioniero che combattesse al proprio soldo in cambio della libertà sua e del figlio Astolfo.
Così, Tommaso Guiderocchi partecipò alle dispute per la successione al trono di Napoli, riuscendo a stringere numerosi legami con la monarchia napoletana e l'aristocrazia campana.
Rientrato in Ascoli Piceno, combatté fra il 1484 e il 1487 nella guerra contro Fermo.
La figlia di Tommaso Guiderocchi, Flavia, venne educata dal padre alla vita militare e, stando alle cronache dell'epoca, capeggiò addirittura una compagine di Ascoli Piceno contro il castello di Controguerra, dominio piceno occupato dal Duca di Atri nel 1459.

### Rientro e seconda tirannide
Fra il 1484 e il 1488 le ricchezze e le proprietà della famiglia Guiderocchi si fecero imponenti: l'attività di mercenario di Tommaso Guiderocchi aveva concesso visibilità, guadagni e legami d'amicizia con la nobiltà del sud Italia. Inoltre, la morte del fratello di Tommaso, Nello Guiderocchi, consentì ai suoi familiari di ereditare numerosi beni legati all'arcidiaconato ascolano.
Nel 1488 muore Tommaso Guiderocchi e suo figlio Astolfo ne eredita le proprietà, il retaggio militare e l'impegno politico.
Di famiglia ghibellina, fu a capo del governo di Ascoli Piceno, subendo nel 1498 l'incendio del palazzo di famiglia nel centro della città, dato alle fiamme da alcuni dissidenti di parte guelfa. L'attacco, tipico del contesto delle lotte cittadine fra guelfi e ghibellini, fu tale da costringere la famiglia Guiderocchi a ritirarsi da Ascoli Piceno, esule presso il Regno di Napoli.
Da lì ripartì alla volta dell'ascolano nel 1501, guidando oltre un centinaio di uomini, in gran parte mercenari o fuoriusciti di parte ghibellina; occupò dapprima alcuni territori dell'attuale provincia di Ascoli Piceno (Castorano, Spinetoli, Monsanpolo), gettandosi poi all'assalto della città nell'aprile dello stesso anno. Le incursioni nei possedimenti di Ascoli non furono tuttavia sufficienti a garantirgli la capitolazione della città, che si difese strenuamente e lo costrinse ad abbandonare ogni desiderio di conquista.
Il fallimento dell'impresa di Astolfo Guiderocchi mise in allarme gli Anziani ascolani, che evidentemente avevano percepito la passata esperienza di governo del Guiderocchi come una tirannide. Fu così che l'anno seguente Ascoli Piceno decise di abbandonare l'indipendenza dal controllo pontificio, ottenuta nel 1482 dal papa Sisto IV attraverso la Libertas Ecclesiastica, passando nuovamente sotto l'egida dello Stato Pontificio.
Nel 1504 la città Ascoli Piceno venne infestata dalla peste e la popolazione decimata. L'occasione fu propizia per il rientro in città di Astolfo Guiderocchi e dei fuoriusciti ghibellini che sbaragliarono le difese guelfe e fecero strage di quasi tutti i capifamiglia ascolani, restaurando di fatto il governo tirannico esercitato fino al 1498. Inizialmente il cardinale e legato della Marca Alessandro Farnese tentò d'organizzare un raggruppamento di soldatesche radunate da tutto il territorio delle Marche e perfino dalla storica città rivale di Ascoli Piceno, Fermo; l'adunata non fu però tale da convincere il cardinale a tentare di riconquistare la città. Si preferì cercare di pacificare i dissidi cittadini e cercare di ricucire la pesante frattura fra le famiglie guelfe e ghibelline, stabilendo così nel 1505 la legittimità del ritorno della famiglia Guiderocchi nell'ascolano.

### Esilio

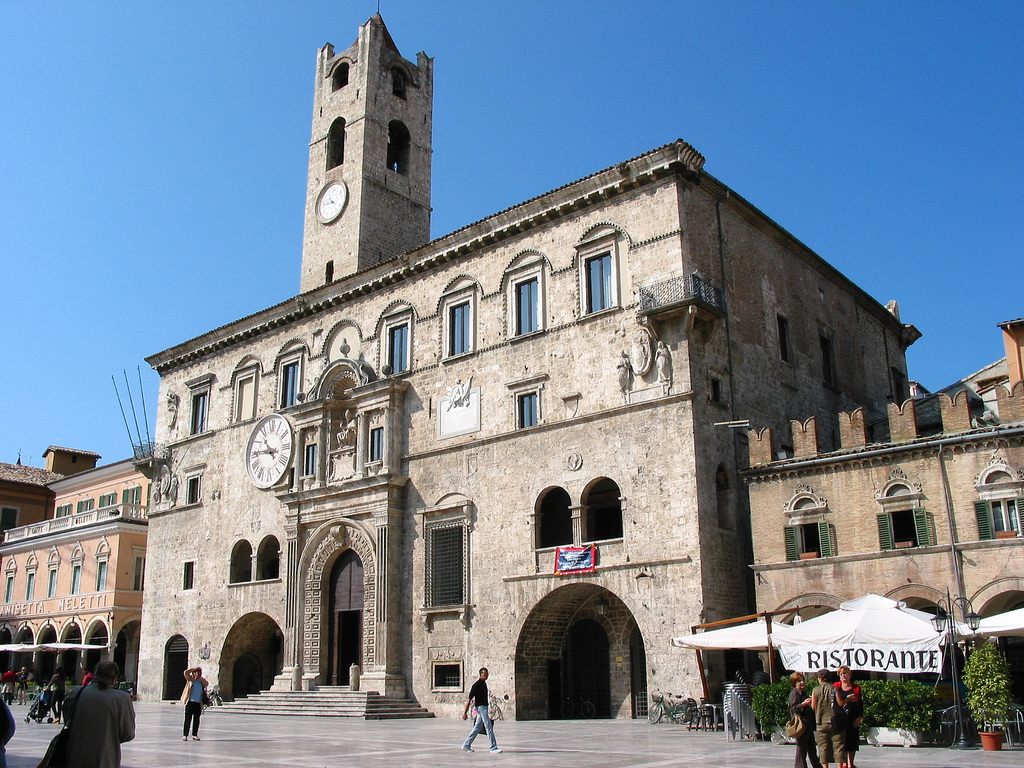
Il Palazzo dei Capitani

Sempre nello stesso anno, a distanza di pochi mesi dalla riconferma del rientro ad Ascoli Piceno della fuoriuscita compagine dei Guiderocchi, Gian Tosto, uno dei due figli di Astolfo, resta coinvolto assieme ad alcuni coetanei in uno scontro armato fra guelfi e ghibellini; l'episodio ebbe come sfondo il Palazzo dei Capitani e vide infine la morte di alcuni giovani di parte guelfa.
L'accaduto destò la reazione dell'allora governatore pontificio Raniero de' Ranieri, che fece rapporto a papa Giulio II, il quale ordinò l'arresto di Astolfo Guiderocchi, che venne imprigionato nella Rocca di Ravaldino, a Forlì; sfuggirono alla cattura i figli di Astolfo, che abbandonarono la città assieme ad un nutrito stuolo di fedelissimi. Venne confiscata ogni proprietà della famiglia e la stessa cittadinanza di Ascoli venne defraudata di ogni potestà sul contado piceno. Simili provvedimenti vennero adottati a causa dell'intervento di numerose persone vicine alla fazione dei Guiderocchi durante la cattura di Astolfo.
Nonostante la perdita di ogni autorità sulla città, i Guiderocchi godevano ancora di forti amicizie all'interno di Ascoli e ricevevano anche numerosi appoggi esterni, sia dalla corte di Francia - che si augurava che la cittadina marchigiana uscisse dal controllo papale per entrare in quello francese - che dal Regno di Napoli, ancora fortemente legato alla famiglia Guiderocchi per via dei servizi militari offerti quasi cinquanta anni prima dal nonno dei due eredi Guiderocchi. Simili amicizie permisero a Gian Tosto e Gian Francesco Guiderocchi di provare a rientrare in città più volte.
Il primo tentativo avvenne nel 1508, grazie al supporto di alcuni esponenti del governo cittadino; tuttavia la congiura fallì ed i fautori del colpo di mano vennero brutalmente giustiziati per le vie di Ascoli Piceno.
Due anni dopo, nel 1510, Gian Tosto guidò un piccolo esercito di uomini di ventura raccolti fra le Marche e l'Abruzzo, cercando di entrare in città con la forza; il tentativo non riuscì e nello scontro lo stesso Gian Tosto perse la vita.
La fazione ghibellina e lo stesso Gian Francesco Guiderocchi si rifugiarono così nella provincia di Ascoli fino al 1516, precisamente ad Appignano ed Offida. Da qui continuarono a ricevere supporto economico e militare sia dal Regno di Francia che da alcuni dei cardinali scismatici del conciliabolo di Pisa, ciascuno deciso a sfruttare la particolare situazione politica per destabilizzare il controllo dello Stato Pontificio nel marchigiano.
Fra il 1513 ed il 1514 Gian Francesco cercò di ritornare ad insediarsi ad Ascoli Piceno per almeno altre due volte, fallendo in entrambe le azioni. I continui assalti alla città videro l'opposizione del nuovo pontefice, Leone X, che ordinò di continuare ad organizzare la resistenza ai rivoltosi ghibellini e di far rispettare le istanze d'esilio imposte ai componenti della famiglia Guiderocchi.

### Riconciliazione
Sul finire del 1515, ormai stanco per le continue lotte - intestine e non - il Consiglio degli Anziani di Ascoli dispose che la famiglia Guiderocchi fosse riammessa in città con l'approvazione papale ed il pagamento d'un'ammenda di 6.000 ducati d'oro.
Dopo dieci anni di prigionia, Astolfo Guiderocchi rientra in città assieme al figlio Gian Francesco, prendendo successivamente parte al Consiglio degli Anziani fino al 1518, anno della propria morte.
La famiglia si estinse poco prima del 1668 con la morte di Dorothea di Tito Guiderocchi moglie di Ludovico di Giovan Francesco Saladini.
Strinse alleanza familiare con la più alta nobiltà italiana ed ascolana:conti Saladini di Ascoli, conti Mucciarelli di Ascoli, estinti nei M.si Delfico da cui i M.si e Conti De Filippis Dèlfico (vedi www.defilippis-delfico.it e centrostudidelfico.org e vari discendenti tra i quali i conti Rosati di Monteprandone De Filippis Dèlfico), nei conti Simonetti, conti Parisani, M.si Malaspina, Neroni ecc.
diamo la discendenza da Diana Guiderocchi, figlia di ASTOLFO I Seniore: sposata Sgariglia da cui Gasperotto Sgariglia, da cui Vincenzo Sgariglia da cui Ippolita Sgariglia da cui Brandimarte Parisani da cui Celio Parisani, da cui Emilio Parisani, da cui Tecla Parisani da cui Flavio Mucciarelli da cui Oderigo Mucciarelli da cui Diomira Mucciarelli in Delfico da cui i DE FILIPPIS DELFICO.

## Torquato Tasso ed i Guiderocchi
Morto nel 1550, Astolfo Guiderocchi, nipote dello stesso Astolfo che per due volte governò la città di Ascoli Piceno, stabilì per via testamentaria che le sue due figlie, Aurelia e Francesca, fossero date in sposa rispettivamente a Vincenzo Sgariglia, nobile dell'Ascolano, ed al cugino Guido Guiderocchi. Le decisioni testamentarie di Astolfo trovarono però l'opposizione irremovibile della moglie Drusolina, che ostacolò soprattutto il matrimonio della figlia Aurelia, tanto da rendere necessario l'intervento decisionale del collegio dei Cardinali di Roma, che stabilì che la bambina, allora tredicenne, fosse mandata presso la corte di Guidobaldo II della Rovere, duca di Urbino.
Nel 1557 raggiunge la corte di Urbino Torquato Tasso al seguito del padre, Bernardo Tasso; il poeta è coetaneo di Aurelia Guiderocchi, essendo nati entrambi nel 1544.
Lo storico e scrittore Gianfranco Salvi suppone che nella Gerusalemme liberata sia possibile individuare qualche rassomiglianza fra le vicende che coinvolsero la famiglia Guiderocchi fra XV e XVI secolo ed alcuni personaggi del poema. L'ipotesi parte dal presupposto che, sebbene ciò non sia attestato da nessuna fonte storica, Aurelia Guiderocchi e Torquato Tasso, coetanei, ospiti presso la corte d'Urbino ed accomunati entrambi da dolorose vicende di vita, si siano incontrati, abbiano stretto amicizia e siano stati così in confidenza da raccontare ciascuno la propria storia all'altro. 
Quindi, lo storico va ad individuare quali siano le possibili similitudini da riscontrare nell'opera del Tasso:
- Al Canto Secondo della Gerusalemme Liberata, riscontra nel personaggio descritto la figura di Flavia Guiderocchi, figlia del bis-nonno Tommaso Guiderocchi.[4]
- Al Canto Ottavo della Gerusalemme Liberata, riscontra nel personaggio descritto la figura di Astolfo Guiderocchi, il tiranno che due volte venne esiliato da Ascoli Piceno.[5]
- Al Canto Ottavo, dalla Gerusalemme Liberata, riscontra nel personaggio descritto la figura di Gian Tosto Guiderocchi, figlio di Astolfo Guiderocchi.[6]